# Wickelhose

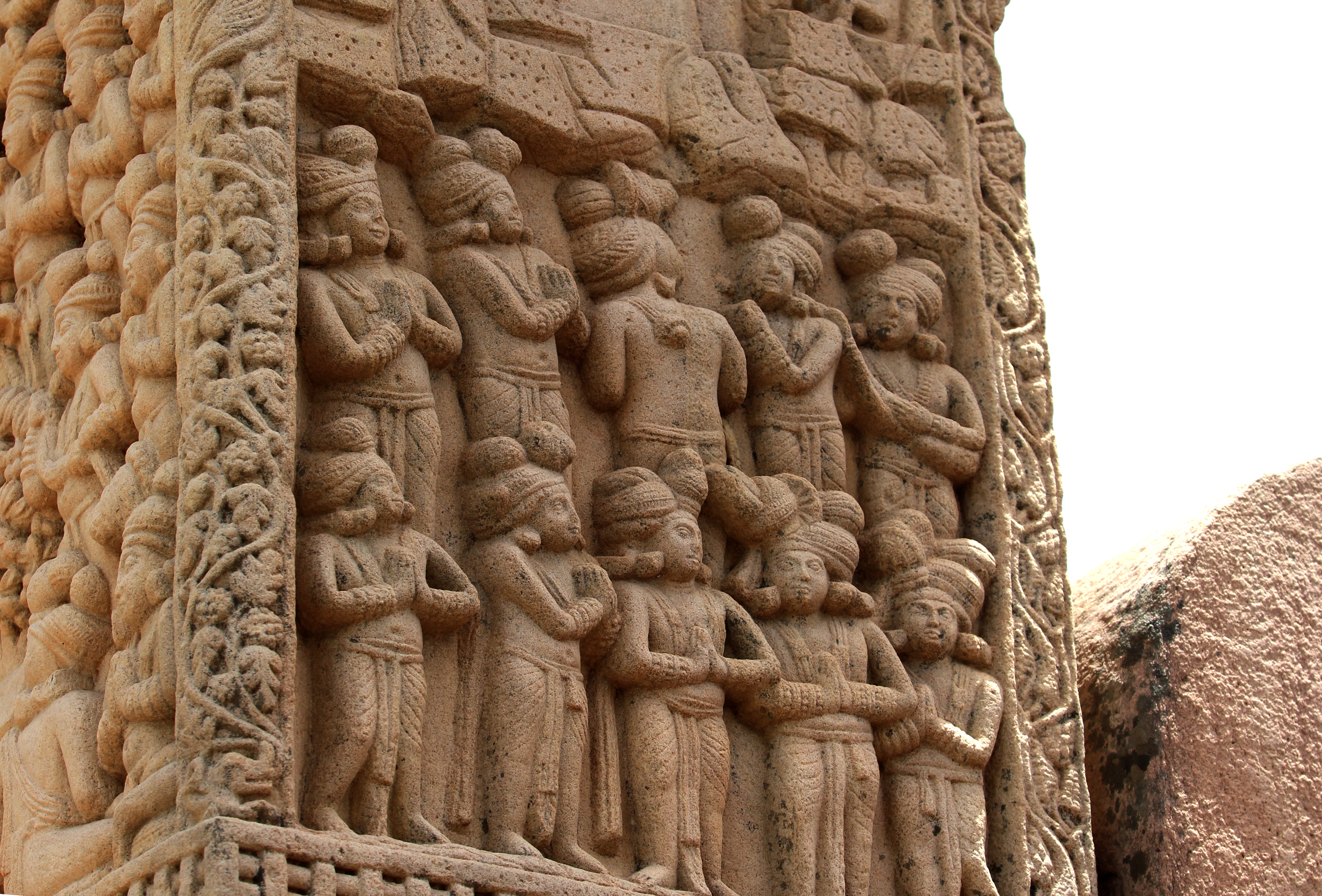
Wickelhosen (dhotis) in Sanchi (um 100 v. Chr.)

Eine Wickelhose war ein dem Wickelrock vergleichbares vorwiegend männliches Kleidungsstück, dessen Mittelteil zwischen den Oberschenkeln und über den Schambereich nach vorne gezogen und an der Hüfte fixiert wird. Seit der zweiten Hälfte des 20. Jahrhunderts wird die thailändische Form auch von Frauen getragen.

## Geschichte
Wickelrock und Wickelhose waren ursprünglich etwa 2–3 m lange und ca. 1 m breite gewebte Stoffbahnen, die durch eine bestimmte Wickeltechnik im Hüftbereich fixiert wurden; der Oberkörper blieb bei Männern und Frauen in aller Regel unbekleidet. Wickelhosen und Wickelröcke haben ihren Ursprung wahrscheinlich in (vorder-)asiatischen Ländern, v. a. in Mesopotamien sowie auf dem indischen Subkontinent, doch auch in vielen anderen Kulturen sind sie anzutreffen. Die ältesten (erhaltenen) Darstellungen von Wickelröcken, die auch von Männern getragen wurden, finden sich in der ägyptischen und mesopotamischen Kunst. Die möglicherweise ältesten Darstellungen von Wickelhosen finden sich in den buddhistischen Steinzäunen (vedikas) der Stupas von Bharhut und Sanchi (jeweils ca. 100 v. Chr.).

## Arten

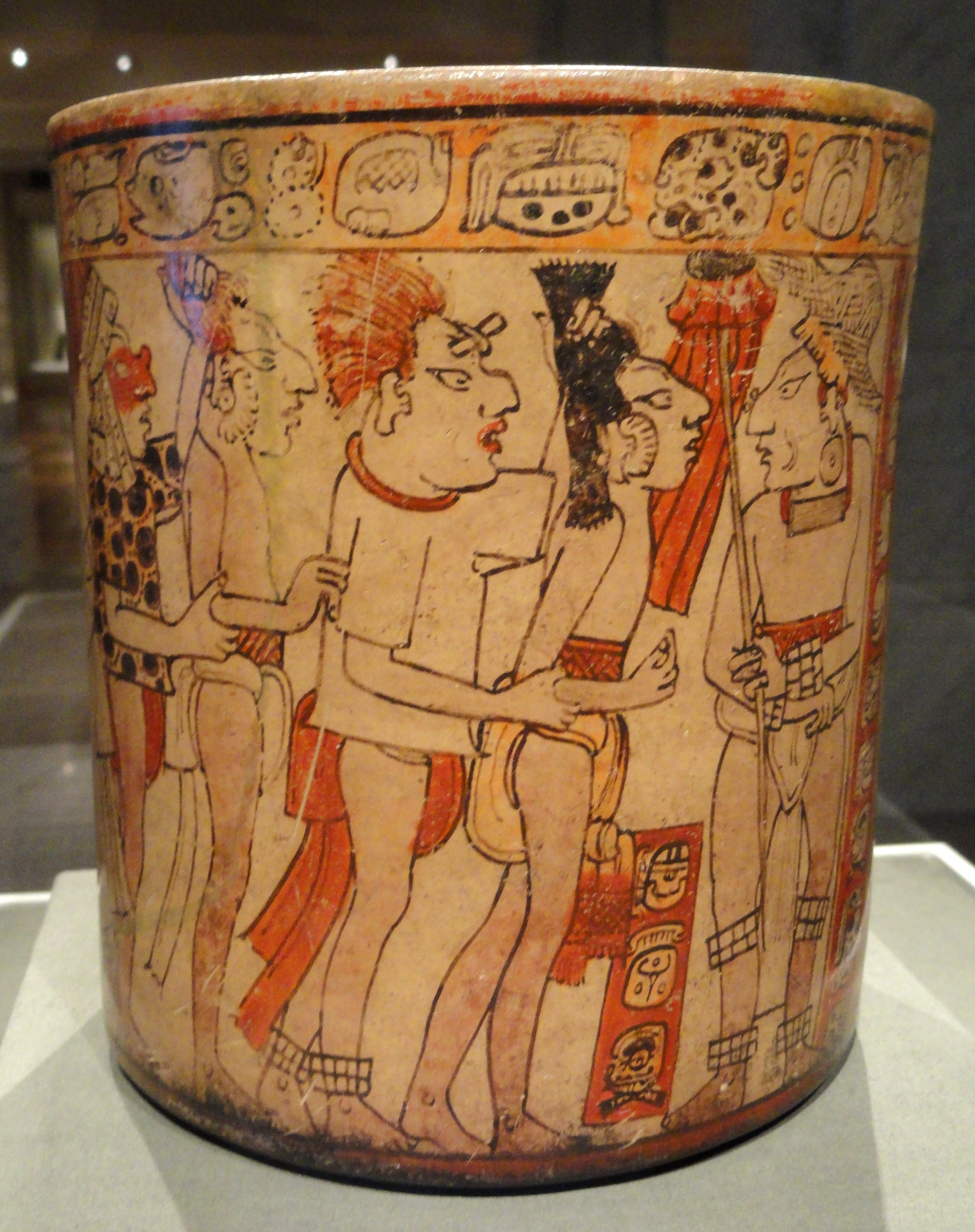
Nebaj, Guatemala – Maya-Trinkbecher mit Darstellungen von Männern in Wickelhosen (ca. 600–900 n. Chr.)

### Indien
Die aus leichten Baumwollstoffen hergestellten indischen Wickelhosen werden am oberen Gesäßansatz angelegt und durch den Schritt nach vorne gezogen, um dann im vorderen Hüftbereich ineinander gesteckt oder durch lose oder angenähte Stoffgürtel fixiert zu werden.

### Thailand
Die wahrscheinlich durch europäische Einflüsse veränderte thailändische Wickelhose ist auch als Thai Fisherman Pants bekannt und wird in einer Einheitsgröße hergestellt. Sie wird wie eine normale Hose angezogen, jedoch durch Einschlagen auf der Vorderseite an die Körperform und -größe angepasst und durch einen angenähten Gürtel fixiert.

### Maya
Neben bodenlangen Gewändern trugen die Männer der mesoamerikanischen Maya zuweilen Wickelhosen aus Baumwolle.